# Monster Rancher 2
Monster Rancher 2, in Giappone Monster Farm 2 (モンスターファーム２?, Monsutā Fāmu Tsū), è un videogioco simulatore di vita sviluppato e pubblicato da Tecmo nel 1999 per la console PlayStation. In Europa e nelle altre regioni PAL, Monster Rancher 2 ha assunto il titolo di Monster Rancher in quanto è stato il primo gioco della serie ad essere distribuito in tali territori per via dell'assenza dell'uscita dell'originale.